# ألان برادلي
ألان برادلي (بالإنجليزية: Alan Bradley) هو لاعب بولينغ زيمبابوي، ولد في 1926.